# شرکوویتسه
شرکوویتسه (به لاتین: Šerkovice) یک منطقهٔ مسکونی در جمهوری چک است که در ناحیه برنو-تسوونتری واقع شده‌است. شرکوویتسه ۴٫۸۶ کیلومتر مربع مساحت و ۲۵۶ نفر جمعیت دارد و ۲۹۸ متر بالاتر از سطح دریا واقع شده‌است.